# استفانوس انتوسکوس
استفانوس انتوسکوس (یونانی: Στέφανος Ντούσκος؛ زادهٔ ۲۹ مارس ۱۹۹۷) قایقران روئینگ اهل یونان است.
وی در مسابقات کشوری و بین‌المللی در مجموع برندهٔ ۲ مدال طلا، ۲ مدال نقره، ۲ مدال برنز شده‌است.